# Sergei Wassiljewitsch Prjachin
Sergei Wassiljewitsch Prjachin (russisch Сергей Васильевич Пряхин; * 7. Dezember 1963 in Moskau, Russische SFSR) ist ein ehemaliger russischer Eishockeyspieler und -trainer.

## Karriere
Seine aktive Zeit begann er 1981 als 17-Jähriger bei Krylja Sowetow Moskau, für die er bis 1989 in der sowjetischen Meisterschaft spielte und dabei 92 Tore erzielte.
Beim NHL Entry Draft 1988 wurde er in der 12. Runde an 252. Position von den Calgary Flames ausgewählt. 1989 wechselte er als erster Sowjet, dem es erlaubt wurde, in der NHL zu spielen, zu den Flames, für die er in 46 Spielen 11 Skorerpunkte erzielte.
1991 ging Prjachin in die Schweiz zum Zürcher SC, wo er gemeinsam mit seinem Landsmann Wladimir Krutow am damals sensationellen Sieg im Viertelfinale über den HC Lugano beteiligt war. Während der Spielzeit 1992/93 kehrte er wieder nach Russland zu Krylja Sowetow zurück, spielte aber kurz darauf noch zwei weitere Saisons beim ZSC.
Zwischen 1994 und 1998 spielte er vier Saisons beim finnischen Verein Espoo Blues, danach noch eine bei den Ōji Eagles in Japan. Mit der Saison 1999/2000 beendete der Stürmer seine aktive Laufbahn in der Wysschaja Liga bei seinem alten Verein Krylja Sowetow, bei dem er von 2001 bis 2014 auch verschiedene Mannschaften betreute.
Prjachin wurde mehrmals in die sowjetische Eishockeynationalmannschaft berufen. Nach einem Weltmeistertitel mit den Junioren 1983 nahm er an den Eishockey-Weltmeisterschaften 1987 in Österreich und 1990 in der Schweiz teil, wo seine internationale Karriere mit einer Silber- und einer Goldmedaille gekrönt wurde. Des Weiteren nahm er am Rendez-vous ’87 sowie am Canada Cup 1987 teil.